# Steel Pier
Steel Pier est un parc d'attractions de 300 m de long construit sur une jetée à Atlantic City, dans le New Jersey. Inauguré en 1898, il a été l'un des lieux de divertissement les plus populaires aux États-Unis jusque dans les années 1970, avec des concerts et des expositions, en plus des attractions.

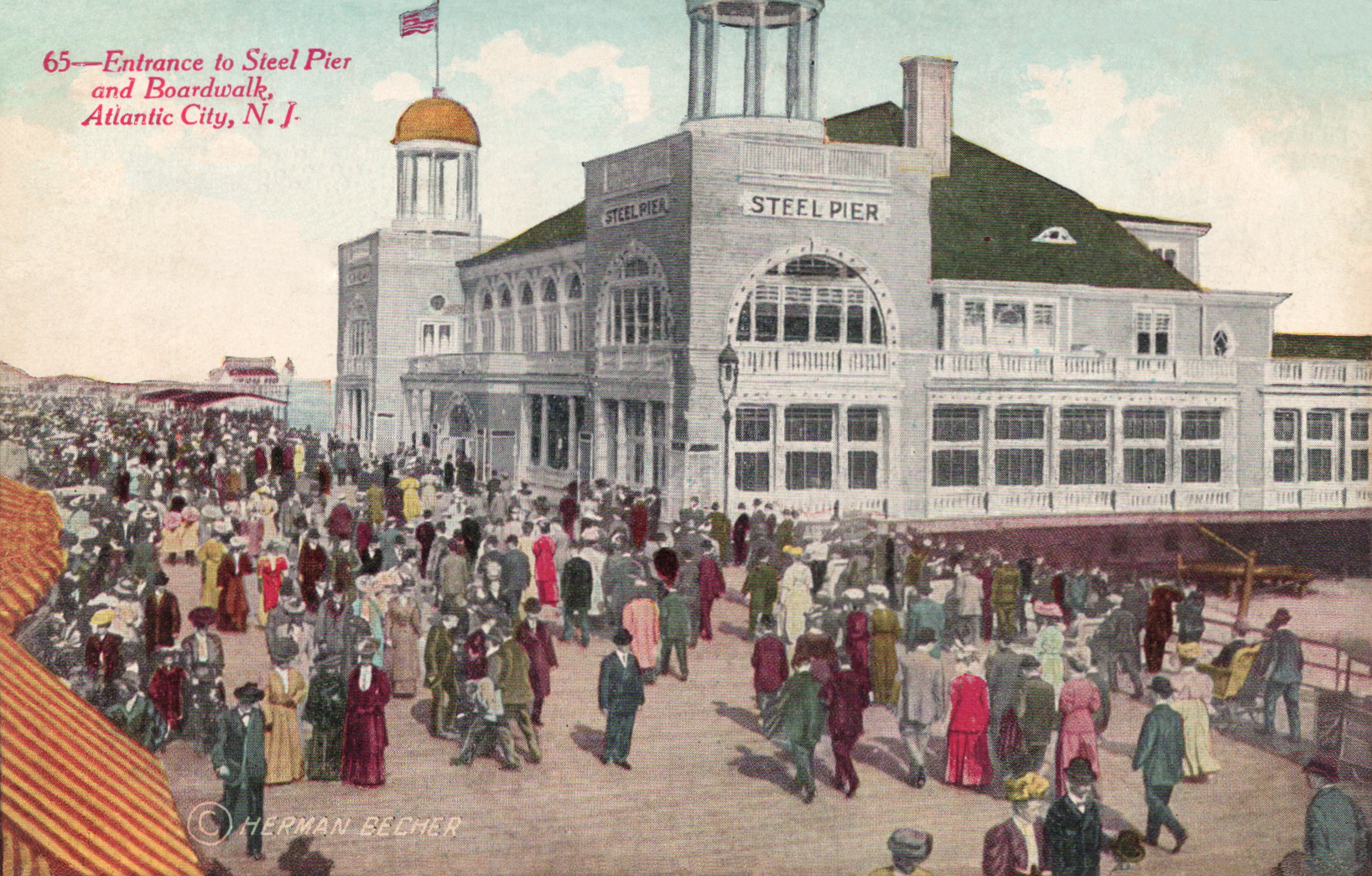
Entrée de Steel Pier au début du XXe siècle.
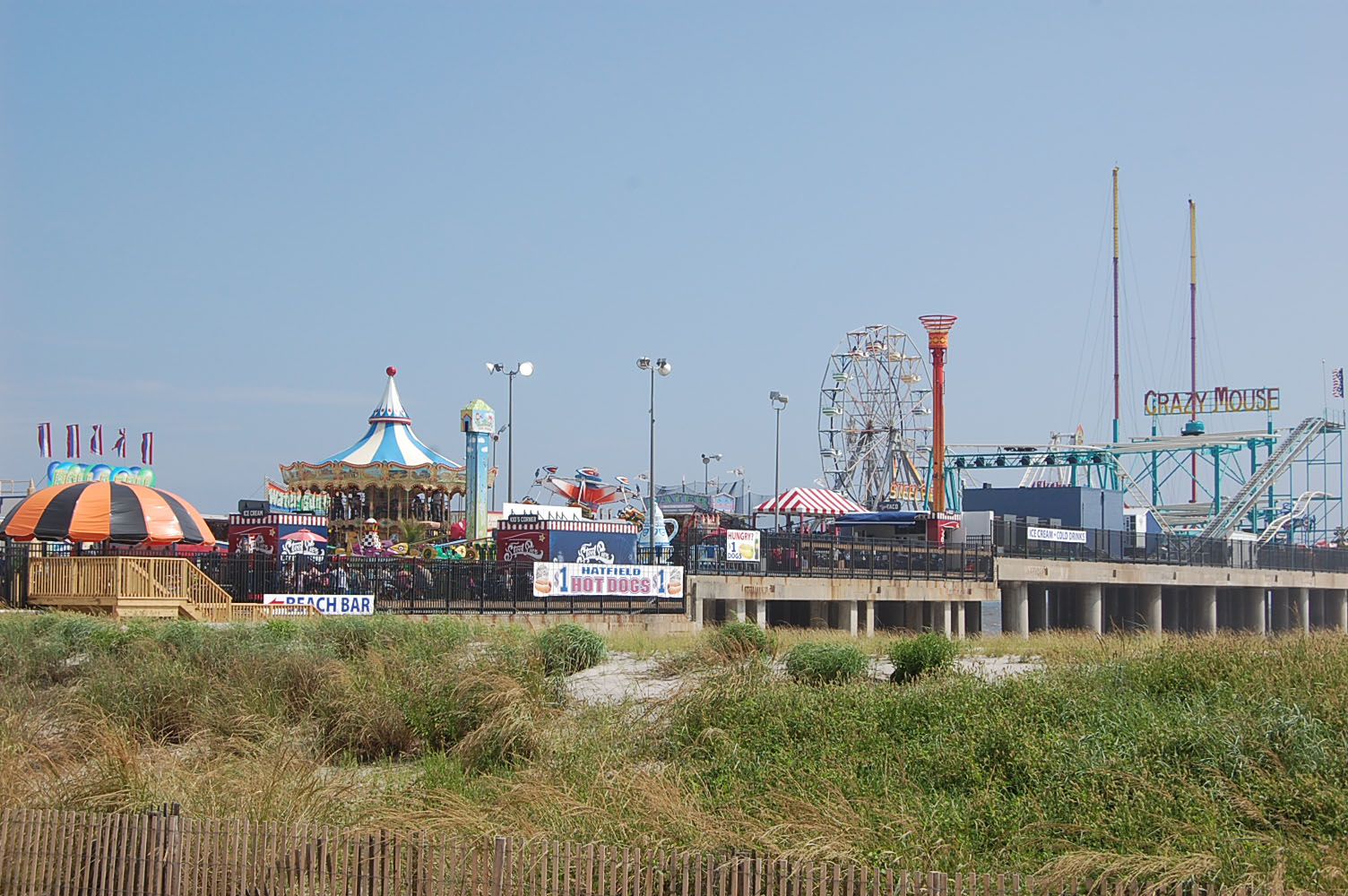
Steel Pier en 2012.

## Source
- (en) Cet article est partiellement ou en totalité issu de l’article de Wikipédia en anglais intitulé « Steel Pier » (voir la liste des auteurs).